# 若林拓也
若林 拓也（わかばやし たくや、1997年3月1日 - ）は、日本の俳優、モデルである。アメリカ合衆国カリフォルニア州出身。スターダストプロモーション所属。

## 略歴
小学6年から中学2年までの3年間をイギリスで過ごし、高校生のときに第31回メンズノンノ専属モデルオーディションラボ シリーズ賞を受賞しモデルの仕事を始めた。
2017年の山戸結希監督の『玉城ティナは夢想する』が初の映像作品。この作品で自分の演技に納得できなかったことをきっかけに、俳優としてもっとやってみたいと思うようになり、憧れであった菅田将暉が所属するトップコートの面接を受けた。
2019年、雑誌モデルとして活躍しながら、ソフトバンクのCM「バレンタイン篇」に、広瀬すずがバレンタインチョコを渡そうとした"あこがれの人"の役で出演し、「あの男子は誰？」と話題になった。
同年、『初めて恋をした日に読む話』（TBS系）でマイルドヤンキーの高校生・匡平（横浜流星）の友人・木佐を演じ、初のドラマ出演を果たした。
2021年5月9日発売の『MEN’S NON-NO』6月号で、専属モデルを卒業することが発表された。

## 人物
- 趣味はNetflix鑑賞[5]。
- 特技はスケートボード、歌唱、英会話[5]。
- 好きな食べ物はカレー、肉、蕎麦[5]。

## 出演

### テレビドラマ
- いつまでも白い羽根（2018年4月7日 - 5月26日、東海テレビ・フジテレビ） - 藤本陽樹 役
- 初めて恋をした日に読む話（2019年1月15日 - 3月19日、TBS） - 木佐 役[2]
- 新しい王様（2019年1月8日 - 1月17日、TBS）
- スカム （2019年7月1日 - 8月26日、毎日放送 / 7月3日 - 8月28日、TBS） - 剛力卓 役[6]
- ホームルーム（2020年1月24日 - 3月27日、毎日放送） - 竹ノ内忠 役[7]
- アライブ がん専門医のカルテ 第10話（2020年3月12日、フジテレビ） - 結城駿 役
- 不協和音 炎の刑事 VS 氷の検事（2020年3月15日、テレビ朝日）
- もうひとつの福岡恋愛白書（2020年3月27日、九州朝日放送） - 中島 役[8]
- B面女子 第1話（2020年4月4日、東海テレビ・フジテレビ）
- 今ここにある危機とぼくの好感度について（2021年4月24日 - 5月29日、NHK総合） - シュウジ 役[9]
- 失恋めし （2022年1月14日・Amazonプライム、2022年7月・読売テレビ） - 佐藤八郎 役[10]
- 星降る夜に（2023年1月17日 - 3月14日、テレビ朝日） - 桃野拓郎 役[11]
- かしましめし（2023年4月10日 - 5月29日、テレビ東京） - 瀬川榮太郎 役[12]
- 家族だから愛したんじゃなくて、愛したのが家族だった 第4話 - 第7話（2023年6月4日 - 6月25日、NHK BSプレミアム） - 溝口渉 役
- たそがれ優作 第2話（2023年10月14日、BSテレ東） - 松田優一 役
- ビジネス婚 -好きになったら離婚します- 第1話・第4話（2024年5月24日・6月14日、MBS） - 雅の元カレ 役
- リトライ、青春!（2024年8月25日〈予定〉、TOKYO MX）[13]
- 無能の鷹 第3話（2024年10月25日、テレビ朝日）
- 連続テレビ小説「あんぱん」（2025年、NHK総合） - 青木政三 役

### 映画
- 私をくいとめて（2020年12月18日公開、日活） - カーター 役[14]
- 花束みたいな恋をした（2021年1月29日公開、東京テアトル・リトルモア）
- MIRRORLIAR FILMS Season4『名もなき一篇（仮）』（2022年9月2日）[15][16]
- ガールズドライブ（2023年11月10日公開、キグ―）[17]
- 雨降って、ジ・エンド。（2024年2月10日公開予定、アルミード）[18][19]

### 配信ドラマ
- 22時の男と女（2019年9月6日 - 、MINE）[20]
- また会いましたね（2020年2月20日 - 、LINE NEWS） - タク 役[21]
- 酒癖50（2021年7月15日 - 8月29日、AbemaTV） - 玉樹 役[22]

### 配信映画
- パレード（2024年2月29日、Netflix）[23]

### 配信番組
- 恋愛ドラマな恋がしたい 〜Kiss On The Bed〜（2020年9月26日 - 12月26日 、AbemaTV） [24]

### ショートムービー
- 玉城ティナは夢想する（2017年 監督：山戸結希）

### CM
- ソフトバンク「バレンタイン篇」（2019年）

### PV
- Ms.OOJA 『星をこえて』（2018年）

## 書籍

### 雑誌
- MEN'S NON-NO（集英社、専属モデル、2016年 - 2021年）